# グルタミン酸2,3-アミノムターゼ
グルタミン酸2,3-アミノムターゼ(Glutamate 2,3-aminomutase、EC 5.4.3.9)は、以下の化学反応を触媒する酵素である。
L-グルタミン酸{\displaystyle \rightleftharpoons }3-アミノペンタン二酸
従って、この酵素の1つの基質はL-グルタミン酸、1つの生成物は3-アミノペンタン二酸である。
この酵素は異性化酵素、特にアミノ酸基を転移する分子内トランスフェラーゼに分類される。系統名は、L-グルタミン酸 2,3-アミノムターゼである。この酵素は、'AdoMet radical' (radical SAM)ファミリーの1つである。